# Салто (филм)
Вижте пояснителната страница за други значения на Салто.
„Салто“ (на английски: Somersault) е австралийски филм от 2004 година, драма на режисьорката Кейт Шортленд по неин собствен сценарий.
В центъра на сюжета е младо момиче, което бяга от дома си и се опитва да се установи в малко планинско градче. Главните роли се изпълняват от Аби Корниш, Сам Уортингтън, Ерик Томсън.
„Салто“ получава 13 награди на Австралийския филмов институт, включително за най-добър филм и за режисура.